# Elizabeth Plater-Zyberk

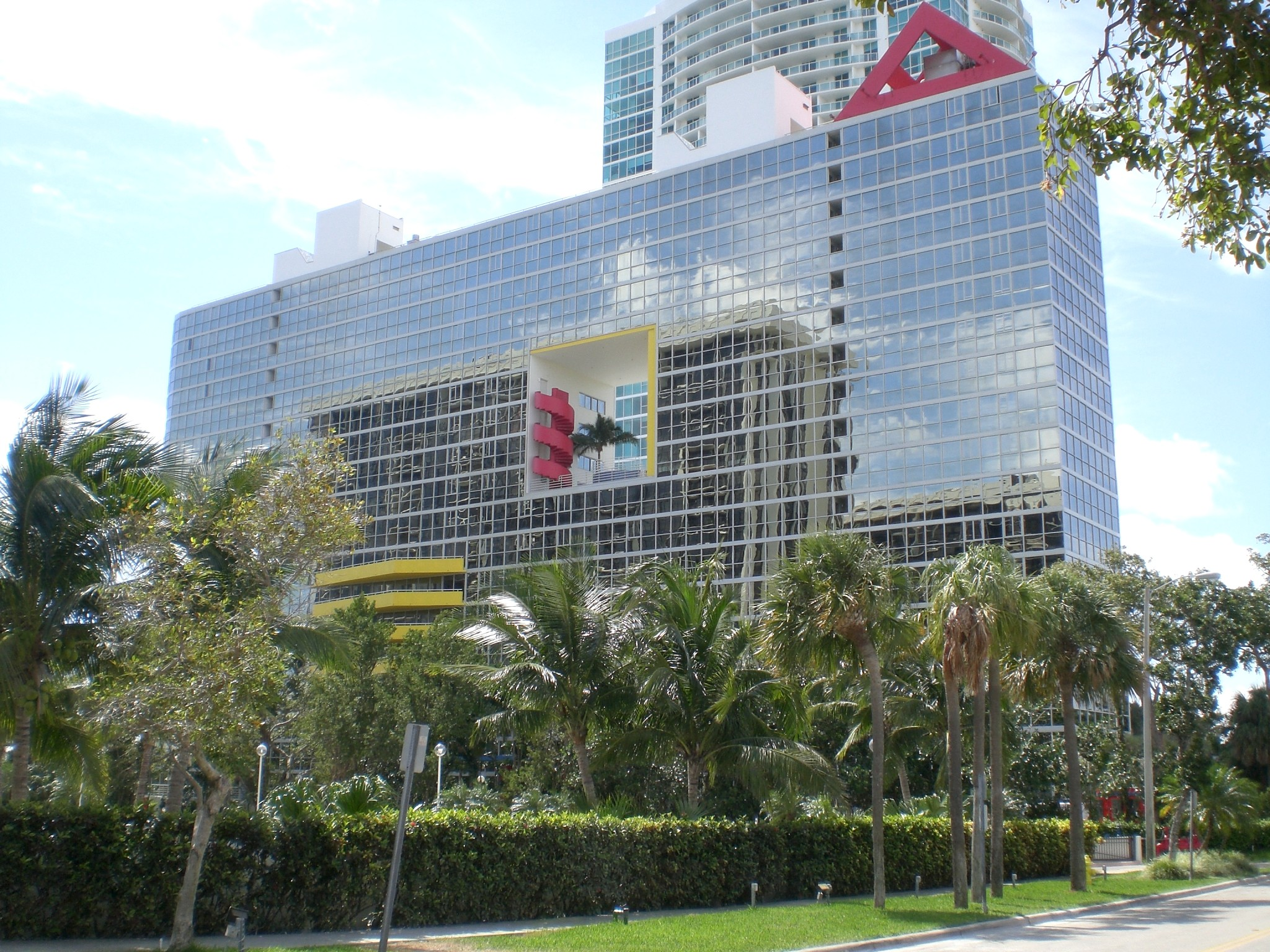
Condominio Atlantis, Miami

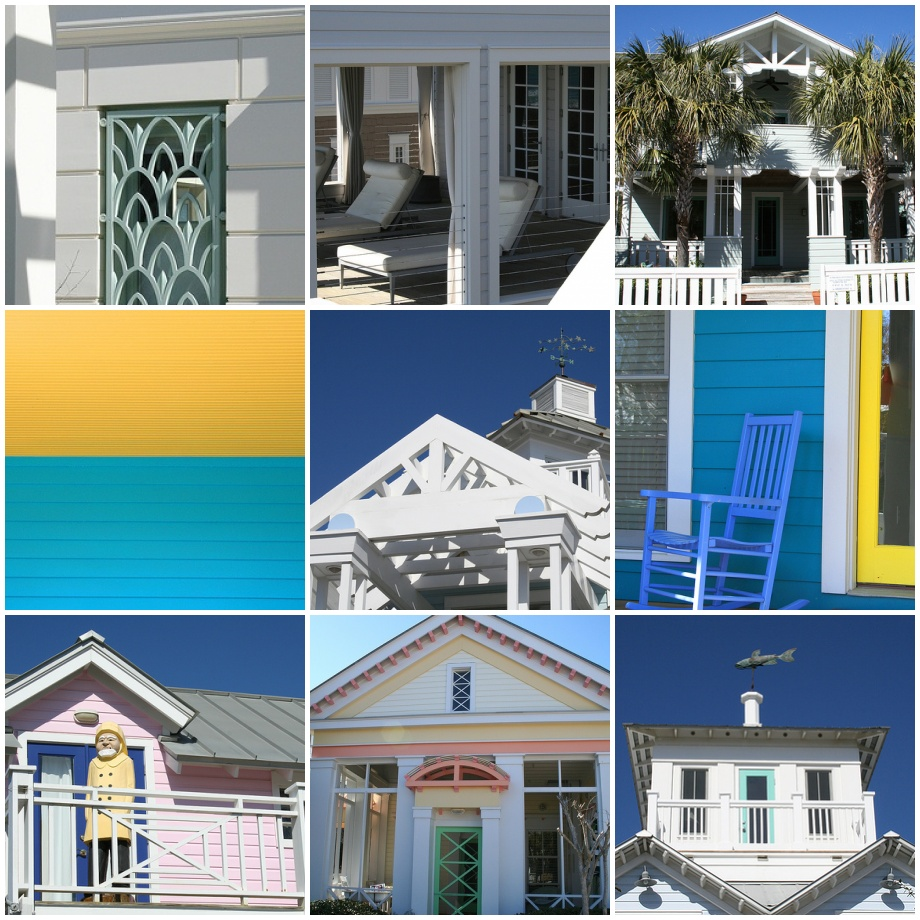
Seaside, Florida

Elizabeth Plater-Zyberk (Bryn Mawr, Pensilvania, 20 de diciembre de 1950) es una arquitecta estadounidense y urbanista establecida en Miami, Florida.

## Formación
Miembro de la primera promoción de mujeres tituladas por la Universidad de Princeton, recibió su pregrado en arquitectura y urbanismo de Princeton y su máster en arquitectura de la Yale School of Architecture (Escuela de Arquitectura de Yale).

## Trayectoria
En 1977, Plater-Zyberk cofundó la compañía Arquitectonica (Miami), junto a su marido Andrés Duany, Bernardo Fort-Brescia, Laurinda Spear, y Hervin Romney. Arquitectonica ganó fama por su estilo típico, un modernismo dramático, expresivo y high-tech. El edificio Atlantis Condominium, proyectado por la empresa, ocupaba un lugar destacado en los créditos de apertura de la serie Miami Vice.
Duany y Plater-Zyberk fundaron Duany Plater-Zyberk & Company (DPZ) en 1980, con sede en Miami. DPZ se situó a la cabeza del movimiento nacional llamado Nuevo urbanismo, y se distinguió por su diseño de núcleos urbanos tradicionales y su modernización de las afueras, creando en ellas nuevos centros habitables. La firma fue reconocida internacionalmente por primera vez en la década de 1980, como diseñadora de Seaside, Florida, y ha elaborado diseños y códigos para más de doscientos nuevos cascos urbanos, planes regionales y proyectos de revitalización de comunidades.
Plater-Zyberk comenzó a dar clases en la Escuela de Arquitectura de la Universidad de Miami en 1979, iniciando lo que se tornó una asociación larga y exitosa. Habiendo creado en 1988 un programa de grado en diseño de centros urbanos y afueras, siguió explorando los temas contemporáneos de crecimiento urbano y reconstrucción con su facultad y alumnos. Fue decana de la Escuela de Arquitectura de la universidad (1995-2013), y desde su cargo contrató al arquitecto Léon Krier, quien diseñó su primer edificio público en Florida para la Escuela. Plater-Zyberk ha sido también directora del Center for Urban Community and Design (‘Centro de Comunidad Urbana y Diseño’) de la universidad, y como tal organizó y promovió múltiples ejercicios de diseño en beneficio de diversas comunidades por todo el sur de Florida. 
Plater-Zyberk fue durante diez años fideicomisaria de Princeton, donde presidió el Comité de Edificación de la universidad en un período de intensa construcción y expansión. Entre los arquitectos contratados durante su ocupación del cargo se encuentran el graduado de Princeton Robert Venturi, el internacionalmente famoso Frank Gehry y el arquitecto tradicional Demetri Porphyrios. 
Sus publicaciones incluyen The New Civic Art (El nuevo arte civil) y Suburban Nation: The Rise of Sprawl and the Decline of the American Dream (La nación suburbana: el auge de la dispersión y la decadencia del sueño americano).

## Reconocimientos
En el otoño de 2008, Plater-Zyberk fue admitida en la Iron Arrow Honor Society, el mayor honor alcanzable en la Universidad de Miami.
Plater-Zyberk es miembro fundadora y emérita del Congress for the New Urbanism, establecido en 1993. Ha sido profesora visitante en muchas de las principales escuelas de arquitectura norteamericanas, ha recibido varios doctorados honoris causa y premios, y da conferencias a menudo.
En 2014 fue reconocida por el premio Women in Architecture, categoría Educadora, que otorga la revista Architectural Record. 